# 레스보스현
레스보스현은 그리스 북에게 주의 군도에 있던 옛 현이다. 북쪽에는 에브로스 현, 남쪽에는 히오스 현이 있다. 동쪽으로는 터키의 서부 해안과 가까우며, 서쪽으로는 에게해 한 중간을 끼고 있다. 레스보스 현의 주요 섬으로는 레스보스 섬, 림노스 섬, 아요스에프스타라티오스 섬이 있다.